# جيمس براكن
جيمس براكن (بالإنجليزية: James Bracken)‏ هو كاتب أغاني وملحن أمريكي، ولد في 23 مايو 1909، وتوفي في 20 فبراير 1972.

## وصلات خارجية
- جيمس براكن على موقع ميوزك برينز (الإنجليزية)
- جيمس براكن على موقع أول ميوزيك (الإنجليزية)
- جيمس براكن على موقع ديسكوغز (الإنجليزية)